# No, It Isn't
«No It Isn't» es una canción de la banda +44 escrita por Mark Hoppus. 
La canción podía descargarse desde la página oficial de la banda el 13 de diciembre de 2005, el mismo día del cumpleaños 30 de su excompañero de banda Tom Delonge, en blink-182. Hoppus dijo que no fue con la intención de que fuese ese día, que fue decisión de la discográfica. 
Después del lanzamiento, se empezaron rumores de que la canción estaba dirigida a Delonge. Ya después de un tiempo, Hoppus admitió que la canción estaba dirigida a él. 

## Trivia
En la primera versión de la canción, Carol Heller, había grabado las voces de fondo, pero para la versión del álbum se tuvieron que regrabar. Y Carol Heller ya se había ido de la banda.
- Datos: Q2306426